# Saison 1971-1972 du Boucau stade
 (août 2010).
Cette page présente la saison 1971-1972 du Boucau Tarnos stade en championnat de France de rugby à XV de 1re division.

## Récit de la saison
Pour la saison 1971-1972, le Boucau stade évolue en première division. Il se maintient à ce niveau à l'issue de la saison.
Les Cadets A boucalais décrochent le titre de Champion de France de en dominant le Racing club de France en Finale (c'est le 2e de titre du club depuis sa création).
Cette équipe réalise le doublé en remportant la coupe Coulon contre l'US Romans.

## Transferts
| Joueur             | Poste                 | Destination        |
| Pierre Désarménien | entraîneur            | Poitiers           |
| Michel Laurent     | Pilier Deuxième ligne | Biarritz olympique |

| Joueur | Poste | Destination |

## La saison
Dans une poule composée de Stade bagnérais, CA Bègles, AS Montferrand, Castelsarrasin, Beaumont, Montchanin et Rodez, le Boucau Stade (orphelin de son entraîneur emblématique, Pierre Désarménien parti à Poitiers) ne peut espérer mieux que le maintien en se classant 6e sur 8 à 4 points des places qualificatives.
Une défaite contre l'AS Montferrand et un nul face au Stade bagnérais à domicile ruinent les espoirs de qualification.
| Adversaires         | Résultats Domicile | Résultats Extérieur |
| Stade bagnérais     | match nul 3 à 3    | Perdu 32 à 12       |
| CA Bègles           | Gagné 15 à 10      | Perdu 10 à 4        |
| AS Montferrand      | Perdu 4 à 16       | Perdu 36 à 16       |
| Castelsarrasin      | Gagné 12 à 0       | Perdu 24 à 0        |
| Beaumont            | Gagné 11 à 8       | Perdu 48 à 13       |
| Montchanin          | Gagné 9 à 8        | Perdu 35 à 12       |
| Stade Rodez Aveyron | Gagné 10 à 3       | Perdu 24 à 0        |

## Effectif[1]
| Rang | Nom                   | Poste     | parcours                   |
| 1    | Harran Jacques        | Pilier    | formé au club              |
| 2    | René Alsugurren       | Pilier    | formé au club              |
| 3    | Pierre Darrigues      | Talonneur | formé au club              |
| 4    | Forçans Marcel        | talonneur | formé au club              |
| 5    | Jacques Arotcharen    | 2e ligne  |                            |
| 6    | Albert Champagne      | 2e ligne  | formé au club puis Bayonne |
| 7    | Alain Daramy          | 2e ligne  | formé au club              |
| 8    | Jean-Paul Hiriart     | 2e ligne  |                            |
| 9    | Bouheben              | 2e ligne  |                            |
| 10   | Bernard Perez         | 3e ligne  | formé au club              |
| 11   | Gilles Fanen          | 3e ligne  | formé au club              |
| 12   | Brisson               | 3e ligne  |                            |
| 13   | Bernard Lopez         | 3e ligne  | formé au club              |
| 14   | Jacques Petriacq      | 3e ligne  | formé au club              |
| 15   | Jean-Louis Destaillac | 3e ligne  |                            |

| Rang | Nom                  | Poste                   | parcours      |
| 16   | Christian Liet       | Demi de mêlée           |               |
| 17   | Robert Fourton       | Demi de mêlée           |               |
| 18   | Yves Pétriacq        | Ouvreur                 | formé au club |
| 19   | Jacques Peyrelongue  | Ouvreur                 | formé au club |
| 20   | Christian Bélascain  | Centre ou ouvreur       | formé au club |
| 21   | Henry Damestoy       | Ailier                  | formé au club |
| 22   | Louis Damestoy       | Centre ou ailier        | formé au club |
| 23   | Alain Calbète        | Centre ou ouvreur       | formé au club |
| 24   | Alain Pécastaing     | Ailier                  | formé au club |
| 25   | Bernard Etchart      | Ailier                  |               |
| 26   | Mamaert              | Ailier                  | formé au club |
| 27   | Michel Lataste       | Arrière                 | formé au club |
| 28   | José Foncillas       | Arrière                 | formé au club |
| 29   | Marquebielle Bernard | Centre ou demi de mêlée | formé au club |

## Les Cadets A remportent le titre de champion de France
En matchs de poule, les Cadets du BS dominent ceux du Biarritz olympique (26 à 0), ceux du SA Hagetmautien (32 à 8), ceux de l'US Dax (13 à 8), ceux d'Orthez 11 à 6, ceux du Stade hendayais (56 à 0) et ceux du Stade montois (21 à 6)
Puis ce groupe gagne la Finale Cadets du Comité Côte Basque 10 à 0 contre Saint-Jean-de-Luz olympique rugby, et se qualifie pour le Championnat de France de sa catégorie, où en 1/16e de Finale, à Labouheyre, il domine le CA Bègles (16 à 0),.
En 1/8e de Finale, à Orthez, les cadets du BS éliminent la Section paloise (15 à 0),.
En 1/4 de Finale, à Castillon, c'est Le Stade Rochelais, qui est battu 12 à 9,.
En 1/2 Finale, à Aire sur Adour, contre le SU Agen, les cadets du BS remporte le match au bénéfice de l’âge (score final 0 à 0),.
En Finale à Ruffec, les Cadets du Boucau-Stade sont sacrés Champion de france en dominant les Cadets du Racing club de France par 12 à 0,.
Ainsi en championnat, les cadets du BS incrivirent 224 points et n'en encaissèrent que 32 pts sur toute la saison.
La même saison, cette équipe réalisera le doublé en remportant la coupe Coulon 7 à 6 contre l'US Romans à Mirande.
Poue ce faire, en poule, les cadets du BS disposèrent de ceux du Football club oloronais (13 à 4), de ceux du Sport athlétique mauléonais (32 à 7), de ceux de St Jean de Luz (8 à 0) puis en matchs éliminatoires (A/R) (qualificatif pour la 2e phase) de ceux de Sarlat (24 à 0 puis 14 à 0).
Enfin en 2e phase de ceux de Villeneuve sur lot (10 à 0), de ceux de Nérac (39 à 3) et de ceux de l'US Tyrosse (20 à 0).
En 8e, les cadets du BS éliminent l'US Fumel (42 à 3), en 1/4 ceux de Nérac (14 à 0) puis en 1/2 ceux de condom (10 à 0).
Ainsi en coupe Coulon, les cadets du BS incrivirent 243 points et n'en encaissèrent que 31 pts sur toute la saison.
| Le groupe Champion de France Cadets |
| Cano, Gaye, Maysonnave, Damestoy, Philippe Dacharry, Fanen, Fernandez, Apaty, Michel Mays, Péhau, Tiburce, Gardéra, Millox, Novion, Calbète, Philippe Destribats (capitaine), Labadie, Beneuf, Lalanne, Jacques Sallaberry & Jean-Pierre Sallaberry. Encadrement : Pierre Destribats (responsable), Sinfort (entraîneur) & Lapégue (entraîneur) |

- Invaincu tout au long de la saison (championnat et coupe coulon confondue) soit 24 victoires pour autant de matchs, les cadets du BS ont marqué au total 467 points et n'en ont encaissé que 63 pts.
- À noter que quelques années plus tard, 10 de ces jeunes joueurs composeront l'ossature de l'équipe 1re du BS ce qui permettra au club de se maintenir de nombreuses années dans l'Elite du Rugby Français : la 1re Division (Gaye, Ph. Dacharry, Fanen, Apaty, M.Mays, Tiburce, Millox, Novion, Philippe Destribats et J.Sallaberry)[3].
- 3 de ces joueurs portèrent un autre maillot en 1re Division : Apaty joua pour sa part au Biarritz olympique, Tiburce au Stade toulousain et Philippe Destribats  au RCF puis au Creusot.
- Péhau et Gardéra feront quelques apparitions en équipe 1re du BS[3].
- Ainsi, c'est un total de 12 joueurs qui joueront au moins une fois dans l'équipe fanion du Boucau-Stade[2].

## Les Cadets B
Les cadets B du BS (nés en 1956) termine 1er de leur poule en coupe Suhas devant ceux du Biarritz olympique, du Saint-Jean-de-Luz olympique rugby ou encore de l'Aviron bayonnais.
Ils perdent en 8e de coupe Suhas 14 à 0 devant le futur vainqueur Bizanos (il manquait ce jour-là 4 titulaire au Cadets B du BS).
Sur les 23 matchs joués par cette équipe, il n'y eut que deux défaites en matchs officiels et deux en amical.
Elle inscrivit 374 points avec une moyenne de quatre essais par match et encaissa 140 points.